# ستاد استهلال
ستاد استهلال به ستادی گفته می‌شود که با هدف نظم بخشیدن به امر استهلال (رؤیت ماه نو)، به دستور سید علی خامنه‌ای در سال ۱۳۶۸ تشکیل گردید. این ستاد متشکل از ۱۵۰ گروه است که در قالب ۷۰۰ نفر فعالیت می‌نمایند. اعضای این مرکزِ رصدگری، مجهز به دوربین‌های دوچشمی هستند و با هدف رؤیت هلال ماه، در نقاط مختلف ایران از قلهٔ بعضی از کوه‌ها گرفته تا بالای ابرها (در رصد با هواپیما) به کار رصد کردن می‌پردازند. از جمله زیر مجموعه‌های آن، ستاد استهلال استانی می‌باشد که ریاستش را به صورت مشترک، نماینده ولی فقیه و امام جمعه مرکز استان و استاندار بر عهده دارند. در این ستاد که با نام کامل «ستاد استهلال دفتر مقام معظم رهبری» نیز شناخته می‌شود، احمد مروی ریاست آن را به عهده دارد و علیرضا موحدنژاد رئیس کمیته علمی آن می‌باشد.

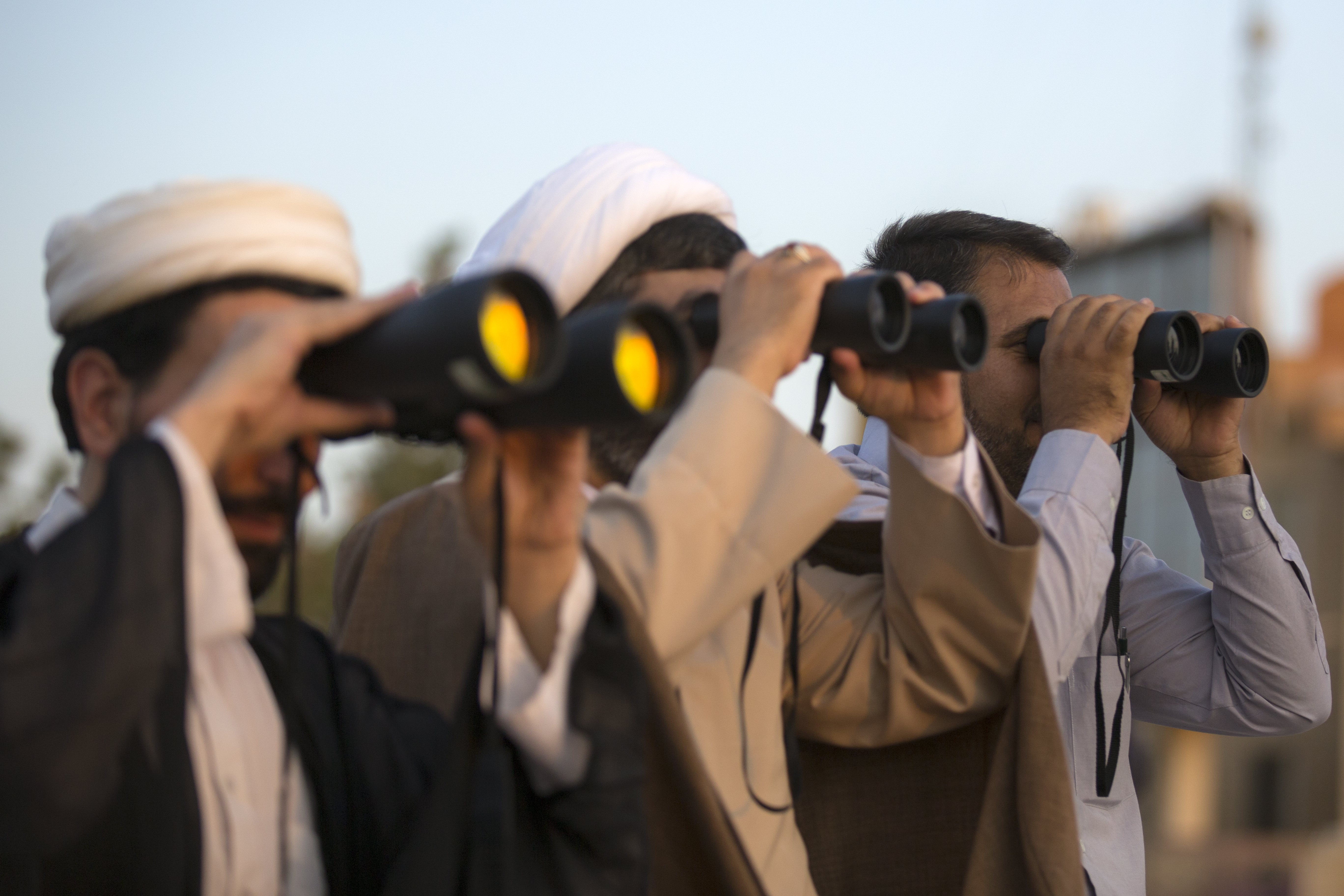
استهلال ماه رمضان و ماه شوال -- شهر قم

دبیر شورای سیاست‌گذاری ائمه جمعه استان، وظایف دبیری این ستاد را بر عهده دارد. همچنین یکی از استادهای دانشگاهی در استان یا یکی از رصدگرانِ مجرب نیز در این ستاد عضویت دارد. علاوه بر این، در هر استان چند گروه رصد هلال تشکیل می‌گردد که در این گروه‌ها، امام جمعه شهرستان، به همراهی کردن رصدگرانِ با تجربه آن شهرستان می‌پردازد. نتایج بدست آمده از فعالیت رصد هلال توسط گروه‌های رصدی در اختیار ستاد استان قرار می‌گیرد و بعد از وارسی مقدماتی، به ستاد مرکز گزارش داده می‌گردد که در آن، کارشناسان و متخصصین رؤیت هلال به بررسی دوبارهٔ این گزارش‌ها می‌پردازند.
در سال‌های اولیهٔ تشکیل این ستاد، همکاری‌اش با متخصصین رؤیت هلال کشوری به‌صورت منسجم و مستمر نبود و روابط فی‌مابین، محدود به دریافت بعضی از نظرهای مشورتی بود. لکن با گذر زمان، فعالیت این مرکزِ رصدگری به پیشرفت و موفقیت بیشتری دست یافت؛ بطوریکه در سال ۱۳۸۰، هلال ماه (جمادی‌الثانی سال ۱۴۲۲) در موقعیتی واقع گردیده بود که چنانچه منجمین ایران در رؤیت آن موفق می‌گردیدند، چندین رکورد علمی بین‌المللی در زمینه رؤیت هلال ماه بنام کشور ایران ثبت می‌شد. در آن هنگام، ستاد استهلال تدارک وسیعی به منظور اجرای این رصد انجام داد که در نهایت به موفقیت دست یافت، و طی آن، (حجت‌الاسلام) موحدنژاد و (دکتر) گیاهی‌یزدی توانستند با به‌کارگیری دوربین‌های دوچشمی قوی، در کرمان هلال ماه را رؤیت نمایند.

## آغاز فعالیت ستاد
رهبر جمهوری اسلامی ایران، سیدعلی خامنه ای، در اوائل آغاز دوران رهبری‌اش (در سال ۱۳۶۸) به بیان مطالبی حول لزوم ایجاد دستگاه (های) مربوطه به منظور رؤیت هلال پرداخت و ابراز داشت: «ما دستگاهی لازم داریم برای اینکه در همه ماه‌ها، آدم‌های متخصص با دستگاه‌های فنی و چشم‌های مسلح در مظان پیدا کردن هلال بروند جستجو کنند و پیدا نمایند و به ما بگویند و ما هم به مردم بگوییم که اول ماه کدام روز است تکلیف شرعی، بر اساس ماه‌های قمری است.»
به دنبال این سخنان و به سبب اهمیت دار بودن مسئله رؤیت هلال ماه‌های قمری در جامعه اسلامی و همچنین بر اساس دستور رهبر جمهوری اسلامی ایران در همان سال (۶۸)، ستادی برای استهلال ماه در دفتر رهبری آغاز به کار کرد.

## مراجع تقلید و ستاد
از سویی دیگر، سایر مراجع تقلید هم متأثر از موضوع رصد هلال ماه، به تأسیس رصدخانه‌هایی مرتبط پرداختند، که از جمله آنها می‌توان به یک مرکزی اشاره کرد که آیت الله سیدعلی سیستانی در شهر قم ایجاد نمود. محمد محمدی ری‌شهری نیز تولیت آستان حرم عبدالعظیم حسنی، مرکزی مشابه در شهر ری تأسیس کرد. همچنین، ارتباط پیوسته‌ای بین «ستاد استهلال دفترِ رهبری» و دیگر مراجع تقلید شیعه وجود دارد و به دنبال رصد نمودن ماه‌های رمضان و شوال، نتایج حاصله از رصدها، به اطلاع مراجع تقلید قرار می‌گیرد و این درحالی است که حتی در بعضی از موارد، خود مراجع تقلید به‌صورت مستقیم با ستاد تماس گرفته، و گزارش‌های مرتبط را دریافت می‌نمایند.